# Arte mesopotamica
Con arte mesopotamica si considera l'arte sviluppatasi in Mesopotamia a partire dal IV millennio a.C. al I millennio a.C. La Mesopotamia fa parte della mezzaluna fertile, cioè il territorio che comprende l'attuale Siria, Libano, Israele, Giordania, Iraq, Iran, Afghanistan ed Egitto. Quest'area ha visto la nascita delle più antiche civiltà organizzate, con importanti scambi commerciali e influenze culturali reciproche. L'arte mesopotamica si sviluppa a confronto di altre, specialmente a nord.

## Caratteristiche e periodi artistici
La Mesopotamia, a differenza dell'Egitto che ha mantenuto per millenni una certa continuità etnica e culturale, ha visto susseguirsi numerosi popoli e invasioni, con la conseguente sovrapposizione di culture e forme artistiche. Fra le popolazioni mesopotamiche ricordiamo i Sumeri, gli Accadi, gli Amorrei, i Caldei, i Babilonesi e gli Assiri.
Una delle rivoluzioni che consentirono lo sviluppo della civiltà fu l'introduzione dell'agricoltura irrigua, che permise da una parte un cospicuo progresso nella resa agricola e dall'altra la nascita di un considerevole numero di persone non più strettamente legate al lavoro della terra, e quindi liberi di svolgere nuove mansioni nella società: scribi, sacerdoti, mercanti, artigiani ed artisti. In Mesopotamia fu ideato il carro con ruote e la ruota da vasaio nel 3500 a.C. e venne dato l'impulso ad attività voluttuarie o comunque non vincolate solo ai bisogni primari.Nonostante questo, la figura dell'artista era messa in secondo piano, infatti veniva considerato alla stregua di un calzolaio, ed era considerato un semplice esecutore di ordini dei potenti; l'arte infatti rifletteva i gusti e la volontà del sovrano.
I materiali utilizzati nell'arte mesopotamica sono: l'argilla per il vasellame, per i mattoni e per le tavolette utilizzate per la scrittura; la pietra per la scultura e i rilievi; mentre per le opere più elaborate si preferì l'argento, il bronzo, il rame e l'oro.
L'arte mesopotamica è suddivisa in periodi storici: "periodo protostorico" e "periodo protodinastico" dal 3500 a.C. al 2350 a.C., "periodo accadico" (fino al 2200 a.C.), "periodo sumerico" (dal 2150 al 2120 a.C.), nel quale il palazzo divenne più importante del tempio, le scene mitologiche iniziarono ad essere inserite nei sigilli, e ci fu una maggiore attenzione nella raffigurazione dell'anatomia umana.
In seguito si distinsero un secondo "periodo sumerico" (dal 2120 al 2004 a.C.), caratterizzato dalle ziggurat, il "periodo babilonese" nobilitato dal codice di Hammurabi (1700 a.C.) ed il "periodo assiro". L'arte mesopotamica si chiude con un "periodo neo-babilonese" reso celebre dalla Torre di Babele.

## Arte sumera
L'arte sumera si divide in vari periodi: Periodo Protostorico (3500 a.C. - 2900 a.C.), Periodo Protodinastico (2900 - 2350 a.C.), Periodo Akkadico (2350 - 2200 a.C.), Periodo della II Dinastia di Lagash (2150 - 2120 a.C.), Periodo Neosumerico (2120 - 2004 a.C.).
L'arte fiorì in città quali Ur, Lagash e Uruk.
L'invenzione della scrittura sia a fini comunicativi sia a fini commerciali attesta il grado di sviluppo della civiltà sumerica.
Il tempio sumero era chiamato Ziqqurat

## Arte accadica
Intorno al 2350 a.C. popolazioni provenienti dai deserti arabici e siriani occuparono il territorio a settentrione di Sumer. I nuovi abitanti convertirono la cultura sumera in modo da fonderla all'interno delle proprie tradizioni e della propria lingua, l'accadico. L'era accadica, da un punto di vista artistico, fu in qualche modo rivoluzionaria, in quanto anche le antiche divinità semitiche e sumeriche furono rappresentate con un maggiore naturalismo e tramite raffigurazioni innovative; scomparve quasi del tutto l'usanza delle statuine-fedeli e si assistette ad un fiorire di immagini atte a pontificare la magnificenza regale. Il re assurse contemporaneamente anche al ruolo di divinità saldando quindi i poteri spirituali e temporali.
Dell'architettura accadica purtroppo restano poche tracce, anche se il Palazzo di Naram-Sin evidenzia l'uso di vari cortili circondati da ambienti, posti all'interno di una cerchia di mura notevolmente robusta; i mattoni usati dagli accadi erano lastre larghe e piatte. Innovazioni importanti sono state rilevate nella plastica, dove lo stile geometrico dei Sumeri fu sostituito da forme più arrotondate, figure eleganti ed una maggiore sensibilità per lo spazio e per la natura.

Nella Stele di Rimush, i guerrieri non furono più raffigurati come una massa compatta, e gli archi sostituirono le lance. Il corso del rinnovamento si concretizzò ulteriormente nella Stele di Naram-Sin, in cui l'artista optò per un impianto scenico su piani diversi, mostrando una dinamicità e una naturalezza nei particolari sconosciute in precedenza. Si diffuse l'utilizzo dei sigilli cilindrici come amuleti da indossare al polso o al collo, e le raffigurazioni di scene di combattimenti degli eroi Gilgamesh ed Enkidu che presero il posto dei più tradizionali banchetti. Un'altra profonda innovazione si ebbe nella rappresentazione di scene mitologiche che videro protagoniste le nuove divinità semite.

## Arte babilonese

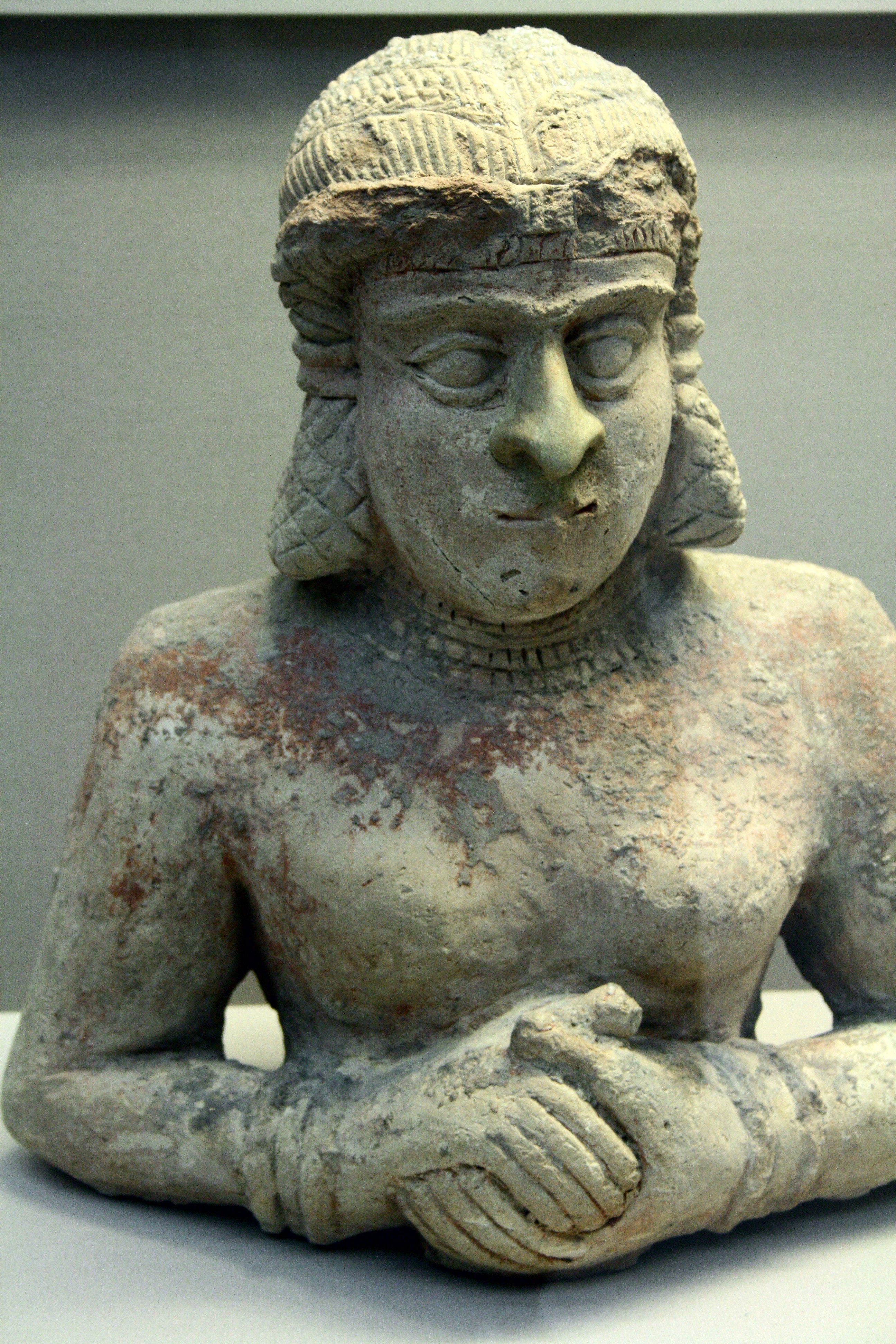
Figura femminile, statua di terracotta babilonese (2000-1700 a.C.), con tracce di color rosso (British Museum)

L'arte babilonese si è sviluppata in Mesopotamia tra i fiumi Tigri ed Eufrate e succede all'arte e alla civiltà sumera, nonostante prosegua per lungo tempo sullo stesso modello culturale e iconografico del periodo precedente.
L'arte babilonese si divide in tre periodi: Periodo Paleobabilonese (2004 a.C.-1595 a.C.), Periodo Cassita (1595 a.C.-1150 a.C.) e della II dinastia di Isin (1150 a.C.-1025 a.C.), Periodo Neobabilonese (625 a.C.-539 a.C.). Il periodo che parte dal 1025 a.C. ed arriva al 625 a.C. vede la Mesopotamia sotto il dominio degli Assiri

## Arte assira
Le opere d'arte giunte sino ai nostri giorni appartengono, nella maggior parte dei casi, al periodo del Nuovo Impero. L'arte assira, come tutta la sua cultura, deve un forte tributo a Babilonia, ma durante l'ultimo periodo essa mostra una certa originalità. 

Molte immagini rappresentano scene di guerra e spesso mostrano nel dettaglio e con crudo realismo le torture subite dai popoli sottomessi al potere assiro. Si tratta chiaramente di un'arte che ha come fine la celebrazione del potere dell'imperatore e scopo di propaganda.
Accanto alle statue, ebbero un ruolo molto importante anche i rilievi che decoravano le stanze e gli ingressi dei palazzi regi o le porte delle città. La qualità dei rilievi raggiunse un livello altissimo nei palazzi assiri. Fra le poche forme scolpite a rilievo molto alto, vi erano le figure di giganteschi tori alati: situati vicino alle grandi porte con la funzione di protettori del palazzo o delle città, avevano testa umana (simbolo dell'intelletto), membra del toro (simbolo di forza e fertilità) e ali d'aquila (re degli uccelli).